# Orden de la Gloria de Trabajo
La Orden de la Gloria Laboral (en ruso: Орден Трудовой Славы) fue una condecoración civil soviética.

## Historia
La orden fue establecida el 18 de enero de 1974 por decisión del Presídium del Sóviet Supremo de la URSS. Puede otorgarse tanto a personas físicas como a organismos o instituciones, incluidas las fábricas. Creado sobre el modelo de la Orden de la Gloria como contraparte civil de esta condecoración militar, se concedía por logros extraordinarios en el trabajo, incluidos los artísticos, científicos o literarios. De manera similar a la de la Gloria, la orden se dividió en tres clases (la más alta era la primera clase); las personas condecoradas recibieron inicialmente una medalla de tercera clase y fueron promovidas a niveles más altos en el caso de logros profesionales adicionales. Los ganadores obtuvieron algunos beneficios materiales como aumentos en las pensiones o la posibilidad de viajar gratis en el transporte público de la ciudad. La condecoración fue otorgada por última vez el 21 de diciembre de 1991.
Hasta 1991, momento en que la condecoración dejó de concederse, se habían entregado:
- 1.ª clase - 952
- 2.ª clase - 50 000
- 3.ª clase - 650 000

## Cintas y medallas
| Primera Clase | Segunda Clase | Tercera Clase |
| ------------- | ------------- | ------------- |
|               |               |               |
| Cinta         |               |               |
|               |               |               |